# الدريشة (سيئون)

'

تعديل مصدري - تعديل

الدريشة هي إحدى قرى عزلة سيئون بمديرية سيئون التابعة لمحافظة حضرموت، بلغ تعداد سكانها 233 نسمة حسب تعداد اليمن لعام 2004.